# Аэросинусит
Аэросинусит (также баросинусит, баросинуит) — воспаление слизистой оболочки придаточных пазух носа при перепадах барометрического давления: вызывает ощущение давления, тяжести и резкой боли в области пораженной пазухи, головную боль. Может возникать у членов экипажа самолёта, реже - у пассажиров.